# Liga de Campeones de la EHF femenina 2023-24
La Liga de Campeones de la EHF femenina 2023-24 fue la 31ª edición de la máxima categoría de clubes del balonmano femenino. Comenzó el 9 de septiembre de 2023 y finalizó el 2 de junio de 2024 con la victoria del Győri ETO KC húngaro.
Por tercer año consecutivo el Vipers Kristiansand defendió el título.

## Equipos clasificados
Estos son los equipos clasificados para esta edición:
| Grupo A                 | Grupo B             |
| ----------------------- | ------------------- |
| Győri ETO KC            | Metz Handball       |
| Odense Håndbold         | Team Esbjerg        |
| Brest Bretagne Handball | Ikast Håndbold      |
| CSM București           | Vipers Kristiansand |
| Debreceni VSC           | RK Krim             |
| SG BBM Bietigheim       | Ferencvárosi TC     |
| ŽRK Budućnost           | Rapid Bucarest      |
| IK Sävehof              | Zagłębie Lubin      |

## Fase de grupos

### Grupo A
| Local \ Visitante       | BIE   | BRE   | BUC   | BUD   | DEB   | GYO   | ODE   | SAV   |
| ----------------------- | ----- | ----- | ----- | ----- | ----- | ----- | ----- | ----- |
| SG BBM Bietigheim       | —     | 34–30 | 26–24 | 34–16 | 27–31 | 26–34 | 25–28 | 30–21 |
| Brest Bretagne Handball | 37–30 | —     | 24–21 | 20–20 | 38–28 | 23–24 | 25–26 | 28–23 |
| CSM București           | 31–28 | 28–30 | —     | 44–26 | 29–29 | 23–27 | 28–24 | 35–26 |
| ŽRK Budućnost           | 22–27 | 21–34 | 24–29 | —     | 21–27 | 21–29 | 17–33 | 31–30 |
| Debreceni VSC           | 26–36 | 31–24 | 23–30 | 27–22 | —     | 29–28 | 22–35 | 32–29 |
| Győri ETO KC            | 31–29 | 32–32 | 24–26 | 37–19 | 35–23 | —     | 32–29 | 39–20 |
| Odense Håndbold         | 42–29 | 29–29 | 29–25 | 39–24 | 33–30 | 30–31 | —     | 40–22 |
| IK Sävehof              | 29–33 | 20–25 | 26–41 | 23–27 | 27–36 | 26–29 | 20–22 | —     |

|                               | Equipo                  | J  | G  | E | P  | GF  | GC  | DG   | Puntos |
| ----------------------------- | ----------------------- | -- | -- | - | -- | --- | --- | ---- | ------ |
| 1                             | Győri ETO KC            | 14 | 11 | 1 | 2  | 432 | 356 | 76   | 23     |
| 2                             | Odense Håndbold         | 14 | 10 | 1 | 3  | 461 | 359 | 102  | 21     |
| 3                             | Brest Bretagne Handball | 14 | 7  | 3 | 4  | 399 | 367 | 32   | 17     |
| 4                             | CSM București           | 14 | 8  | 1 | 5  | 414 | 366 | 48   | 17     |
| 5                             | Debreceni VSC           | 14 | 7  | 1 | 6  | 394 | 414 | -20  | 15     |
| 6                             | SG BBM Bietigheim       | 14 | 7  | 0 | 7  | 414 | 402 | 12   | 14     |
| 7                             | ŽRK Budućnost           | 14 | 2  | 1 | 11 | 311 | 433 | -122 | 5      |
| 8                             | IK Sävehof              | 14 | 0  | 0 | 14 | 342 | 470 | -128 | 0      |
| Fuente: EHF Champions League; |                         |    |    |   |    |     |     |      |        |

### Grupo B
| Local \ Visitante   | ESB   | FER   | IKA   | KRI   | MET   | RAP   | VIP   | ZAG   |
| ------------------- | ----- | ----- | ----- | ----- | ----- | ----- | ----- | ----- |
| Team Esbjerg        | —     | 27–23 | 37–34 | 29–21 | 29–27 | 30–28 | 32–37 | 32–26 |
| Ferencvárosi TC     | 28–33 | —     | 37–36 | 26–28 | 25–38 | 24–24 | 27–35 | 35–22 |
| Ikast Håndbold      | 34–35 | 28–28 | —     | 33–32 | 35–34 | 30–29 | 30–26 | 41–29 |
| RK Krim             | 33–27 | 32–26 | 28–34 | —     | 22–28 | 25–24 | 24–24 | 32–19 |
| Metz Handball       | 36–31 | 25–24 | 36–39 | 40–31 | —     | 33–22 | 31–29 | 42–26 |
| Rapid Bucarest      | 24–33 | 20–23 | 27–35 | 27–22 | 31–34 | —     | 30–29 | 26–25 |
| Vipers Kristiansand | 37–38 | 37–26 | 31–32 | 29–23 | 34–36 | 35–30 | —     | 28–24 |
| Zagłębie Lubin      | 24–36 | 23–35 | 26–35 | 18–36 | 24–30 | 21–24 | 20–34 | —     |

|                               | Equipo              | J  | G  | E | P  | GF  | GC  | DG   | Puntos |
| ----------------------------- | ------------------- | -- | -- | - | -- | --- | --- | ---- | ------ |
| 1                             | Metz Handball       | 14 | 11 | 0 | 3  | 470 | 402 | 68   | 22     |
| 2                             | Team Esbjerg        | 14 | 11 | 0 | 3  | 449 | 412 | 37   | 22     |
| 3                             | Ikast Håndbold      | 14 | 10 | 1 | 3  | 476 | 435 | 41   | 21     |
| 4                             | Vipers Kristiansand | 14 | 7  | 1 | 6  | 445 | 403 | 42   | 15     |
| 5                             | RK Krim             | 14 | 6  | 1 | 7  | 389 | 384 | 5    | 13     |
| 6                             | Ferencvárosi TC     | 14 | 4  | 2 | 8  | 387 | 408 | -21  | 10     |
| 7                             | Rapid Bucarest      | 14 | 4  | 1 | 9  | 366 | 399 | -33  | 9      |
| 8                             | Zagłębie Lubin      | 14 | 0  | 0 | 14 | 327 | 466 | -139 | 0      |
| Fuente: EHF Champions League; |                     |    |    |   |    |     |     |      |        |

## Fase eliminatoria

### Octavos de final
| Equipo 1          | Agr   | Equipo 2                | Ida   | Vuelta |
| ----------------- | ----- | ----------------------- | ----- | ------ |
| Ferencvárosi TC   | 59-56 | Brest Bretagne Handball | 28-30 | 31-26  |
| SG BBM Bietigheim | 60-58 | Ikast Håndbold          | 29-27 | 31-31  |
| RK Krim           | 48-60 | CSM București           | 24-30 | 24-30  |
| Debreceni VSC     | 55-56 | Vipers Kristiansand     | 28-29 | 27-27  |

### Cuartos de final
| Equipo 1            | Agr   | Equipo 2        | Ida   | Vuelta |
| ------------------- | ----- | --------------- | ----- | ------ |
| Vipers Kristiansand | 49-54 | Győri ETO KC    | 23-30 | 26-24  |
| CSM București       | 47-56 | Metz Handball   | 24-27 | 23-29  |
| SG BBM Bietigheim   | 60-58 | Odense Håndbold | 30-26 | 30-32  |
| Ferencvárosi TC     | 49-55 | Team Esbjerg    | 25-26 | 24-29  |

### Final four
|  | Semifinal          | Semifinal          |    |              | Final              | Final              |  |
|  | 1 de junio de 2024 | 1 de junio de 2024 |    |              | 2 de junio de 2024 | 2 de junio de 2024 |  |
|  |                    |                    |    |              |                    |                    |  |
|  | 1 de junio         |                    |    |              |                    |                    |  |
|  | Team Esbjerg       | 23                 |    |              |                    |                    |  |
|  | Győri ETO KC       | 24                 |    |              |                    |                    |  |
|  |                    |                    |    |              |                    |                    |  |
|  |                    |                    |    |              | 2 de junio         |                    |  |
|  |                    |                    |    |              | Győri ETO KC       | 30                 |  |
|  |                    | SG BBM Bietigheim  | 24 |              |                    |                    |  |
|  |                    |                    |    |              |                    |                    |  |
|  |                    |                    |    |              |                    |                    |  |
|  |                    |                    |    |              | Tercer lugar       |                    |  |
|  | 1 de junio         | 1 de junio         |    | 2 de junio   | 2 de junio         |                    |  |
|  | Metz Handball      | 39                 |    | Team Esbjerg | 37                 |                    |  |
|  | SG BBM Bietigheim  | 36                 |    |              | Metz Handball      | 33                 |  |

| Liga de Campeones EHF 2023-24 |
| ----------------------------- |
|                               |
| Győri ETO KC 6.o Título       |